# Jens Schröter (Medienwissenschaftler)

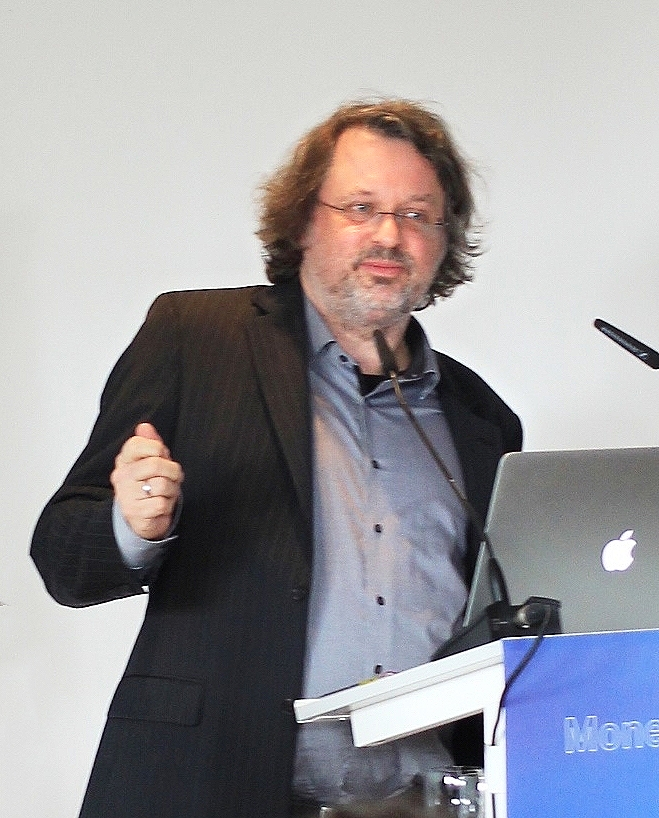
Jens Schröter (2019)

Jens Schröter (* 22. Januar 1970 in Darmstadt) ist ein deutscher Medienwissenschaftler.

## Leben
Schröter studierte Theater-, Film- und Fernsehwissenschaft, Kunstgeschichte und Philosophie an der Ruhr-Universität Bochum, erhielt ein Dissertations-Stipendium von 1997 bis 1999 und war in der Zeit von 1999 bis 2002 wissenschaftlicher Mitarbeiter an der Stiftungsprofessur für Theorie und Geschichte der Fotografie, Universität Essen. 2002 promovierte er mit der Arbeit „Das Netz und die virtuelle Realität. Zur Selbstprogrammierung der Gesellschaft durch die universelle Maschine“.
Von 2002 bis 2008 arbeitete er als Mitarbeiter am Forschungskolleg 615, „Medienumbrüche“, Siegen im Projekt „Virtualisierung von Skulptur: Rekonstruktion, Präsentation, Installation“. Seine Habilitation aus dem Jahre 2008 trägt den Titel „3D. Zur Theorie, Geschichte und Medienästhetik des technisch-transplanen Bildes“. Von 2008 bis 2012 war er Leiter der Graduiertenschule Locating Media und ist seit 2012 einer der antragstellenden Wissenschaftler des DFG-Graduiertenkollegs Locating Media. Von 2010 bis 2014 war er (zusammen mit Lorenz Engell, Bauhaus-Universität Weimar) Leiter des DFG-Forschungsprojekts „Die Fernsehserie als Reflexion und Projektion des Wandels“.
Im April/Mai 2014 war er „John von Neumann“-Fellow an der Universität der Wissenschaften Szeged, Ungarn. Im September 2014 war er Gastprofessor an der Guangdong University of Foreign Studies, Guangzhou, VR China. Im Wintersemester 2014/15 war er mit dem Forschungsprojekt „Kulturen des Berechnens / Politiken der Simulation“ Senior-Fellow am DFG-Forscherkolleg „Medienkulturen der Computersimulation“ an der Leuphana-Universität Lüneburg.
Seit April 2015 ist er Professor für Medienkulturwissenschaft an der Universität Bonn. Zuvor war er Professor für Theorie und Praxis multimedialer Systeme an der Universität Siegen.
Von 2016 bis 2018 war er Sprecher des gemeinsam mit Stefan Meretz (Commons-Institut, Bonn), Hanno Pahl (Wirtschaftssoziologie, Luzern/München) und Manuel Scholz-Wäckerle (evolutionäre Ökonomik, Wien) bei der Volkswagenstiftung beantragten Projekts „Die Gesellschaft nach dem Geld. Eröffnung eines Dialogs“. Im Sommersemester 2017 war er mit dem Forschungsprojekt „Die Unordnung und das dreidimensionale Bild“ Senior-Fellow am Internationalen Forschungszentrum Kulturwissenschaften (IFK) in Wien. Im Wintersemester 2017/18 war er mit dem Forschungsprojekt „Die operative Ontologie des Individuums“ Senior-Fellow am Internationalen Kolleg für Kulturtechnikforschung und Medienphilosophie (IKKM) in Weimar. Im Wintersemester 2021/22 war er Fellow am Center for Advanced Internet Studies (CAIS) in Bochum, mit dem Forschungsprojekt „Futures of the Internet“.
Von April 2018 bis 2022 leitete Schröter zusammen mit Anja Stöffler (Hochschule Mainz) das DFG-Forschungsprojekt „Van Gogh TV. Erschließung, Multimedia-Dokumentation und Analyse ihres Nachlasses“.[3] Von 2020 bis Ende 2021 war er Leiter (zusammen mit Anna Echterhölter (Wien), Prof. Dr. Alexander Waibel (KIT Karlsruhe) und PD Dr. Andreas Sudmann) des VW-Planning Grants „How is Artificial Intelligence Changing Science? Research in the Era of Learning Algorithms“.
Von 2018 bis 2024 ist er Sprecher des gemeinsam mit Prof. Dr. Gabriele Gramelsberger (Wissenschaftstheorie und Technikphilosophie, Aachen), Dr. Stefan Meretz (Commons-Institut, Bonn), PD Dr. Hanno Pahl (Medienwissenschaft, Bonn) und Dr. Manuel Scholz-Wäckerle (Evolutionäre Ökonomik, Wien) bei der VW-Stiftung beantragten Projekts „Die Gesellschaft nach dem Geld. Eine Simulation“. Von 2022 bis 2026 ist er Sprecher des (zusammen mit Prof. Dr. Anna Echterhölter (Wien), Prof. Dr. Alexander Waibel (KIT Karlsruhe) und PD Dr. Andreas Sudmann (Bonn)) beantragten VW-Main Grants „How is Artificial Intelligence Changing Science? Research in the Era of Learning Algorithms“.
Schröter ist Mitglied der Programmkommission des Center of Advanced Internet Studies, Mitglied des Advisory Boards des DFG-Graduiertenkollegs „anschließen – ausschließen“ und seit 2021 assoziiertes Mitglied des DFG-Graduiertenkollegs 2291 „Gegenwart/Literatur. Geschichte. Theorie und Praxeologie eines Verhältnisses“.

## Forschungsschwerpunkte
Schröter forscht zu Theorien und Geschichten digitaler Medien, Theorien und Geschichten der Fotographie, Dreidimensionalen Bilder, dem Verhältnis von (Meta-)Medientheorien und ökonomischen Theorien (Geld als Medium), Zukünftigen Medien und Medien der Zukunft (3D-Druck / Holographie / Künstliche Intelligenz / Quantum Computing / Simulation), Audiomedien und Auditive Kultur, Mushroom Studies, Interspeziäre und Exo-Medien und Medienphilosophie.
Ferner arbeitet Schröter im Bereich der experimentellen Musik und hat eine Website des Projekts Fan-Hsiu Kadesch eingerichtet.

## Schriften
Als Autor
- Media Futures. Theory and Aesthetics, Cham, Palgrave MacMillan, 2021, zusammen mit Christoph Ernst.
- Zukünftige Medien, Wiesbaden Springer, 2020, zusammen mit Christoph Ernst.
- Medien und Ökonomie. Eine Einführung, Wiesbaden, Springer, 2019.
- Society after Money. A Dialogue, New York et al.: Bloomsbury, 2019.
- In Search of Media: Money and Markets, Lüneburg: Meson / University of Minnesota Press, 2019, zusammen mit Philip Mirowski u. a.
- Postmonetär denken. Eröffnung eines Dialogs, Wiesbaden, Springer VS, 2018, zusammen mit dem Projekt „Die Gesellschaft nach dem Geld“.
- Die Fernsehserie als Agent des Wandels, Münster, LIT, 2016, zusammen mit Benjamin Beil u. a.
- 3D. History, Theory and Aesthetics of the Transplane Image. New York, Bloomsbury, 2013.
- Verdrahtet. The Wire und der Kampf der Medien. Berlin, Bertz Fischer, 2012.
- Eine Theorie der Medienumbrüche 1900/2000. Siegen, Universi Verlag, 2011, zusammen mit Nicola Glaubitz u. a.
- 3D. Zur Theorie, Geschichte und Medienästhetik des technisch-transplanen Bildes. München, Fink, 2009.
- Das Netz und die Virtuelle Realität. Zur Selbstprogrammierung der Gesellschaft durch die universelle Maschine. Bielefeld, transcript, 2004.

Als Herausgeber u. a.
- Tech-Demos, (= Navigationen. Zeitschrift für Medien- und Kulturwissenschaften, Jg. 23, H. 1, 2023), zusammen mit Christoph Ernst u. a.
- Friedrich Kittler. Neue Lektüren, Springer, 2022, zusammen mit Till Heilmann.
- Radikale Imagination. Zum 100sten Geburtstag von Cornelius Castoriadis, Zeitschrift für Kulturwissenschaft, 2022, zusammen mit Christoph Ernst u. a.
- Zukünftige Medienästhetik (= Navigationen. Zeitschrift für Medien- und Kulturwissenschaften, Jg. 21, H. 2, 2021), zusammen mit Christoph Ernst u. a.
- (Re-)Imagining New Media. Techno-Imaginaries around 2000 and the Case of „Piazza virtuale“ (1992), Springer, 2021, zusammen mit Christoph Ernst.
- Künstliche Intelligenzen. Zeitschrift für Medienwissenschaft, 21, 2/2019, zusammen mit Christoph Ernst u. a.
- Marx. Geld. Digitale Medien, Maske & Kothurn, Maske und Kothurn. Internationale Beiträge zur Theater-, Film und Medienwissenschaft, 64. Jg. 2018, Heft 1–2, 2019, zusammen mit Till Heilmann.
- 3D-Druck. Perspektiven auf ein neues Phänomen, Sonderheft von Sprache + Literatur, 115/116, 2015, erschienen 2017, zusammen mit Christoph Ernst u. a.
- Ambient. Ästhetik des Hintergrunds, Wiesbaden: Springer, 2018, zusammen mit Dominik Maeder u. a.
- Medien und implizites Wissen (= Navigationen. Zeitschrift für Medien- und Kulturwissenschaften, Jg. 17, H. 2, 2017), zusammen mit Christoph Ernst.
- Medien verstehen. Marshall McLuhans „Understanding Media“ zum Fünfzigsten, Lüneburg: Meson Press 2017, zusammen mit Till Heilmann.
- Medienwissenschaft und Kapitalismuskritik (= Navigationen. Zeitschrift für Medien- und Kulturwissenschaften, Jg. 16, H. 2, 2016), zusammen mit Till Heilmann.
- Handbuch Medienwissenschaft. Stuttgart, J. B. Metzler, 2014, unter Mitarbeit von Simon Ruschmeyer und Elisabeth Walke.
- Auditive Medienkulturen. Techniken des Hörens und Praktiken der Klanggestaltung. Bielefeld, transcript, 2013, zusammen mit Axel Volmar.
- Die Serie. Zeitschrift für Medienwissenschaft 7, 2/2012, Zürich, Diaphanes, zusammen mit Benjamin Beil, Lorenz Engell u. a.
- Die Akteur-Netzwerk-Theorie als Herausforderung der Kunstwissenschaft. Zeitschrift für Ästhetik und Allgemeine Kunstwissenschaft, Heft 57, 1, 2012, zusammen mit Thomas Hensel.
- Das holographische Wissen. Zürich, Diaphanes, 2009, zusammen mit Stefan Rieger.
- Media Marx. Bielefeld, transcript, 2006, zusammen mit Gregor Schwering und Urs Stäheli.
- Analog/Digital – Opposition oder Kontinuum? Bielefeld, transcript, 2004, zusammen mit Alexander Böhnke.